# Steinbergbruch
Der Steinbergbruch ist eine Serie geologischer Brüche am Nordwestrand des Wiener Beckens.
Das Bruchsystem (ein typischer Staffelbruch) verläuft etwa von Nordnordost nach Südsüdwest, beginnt etwa bei der Grenze zwischen Niederösterreich und Mähren östlich von Břeclav (Lundenburg) und endet 15 Kilometer nordöstlich von Wien bei Eibesbrunn. Der Steinbergbruch ist eine 50 Kilometer lange, stark geneigte, nach Südosten einfallende Trennfläche zwischen den Beckensedimenten und dem festen Untergrund des Wiener Beckens. Er ist das Ergebnis einer Abschiebung. An seiner steilsten Stelle hat das Bruchsystem eine Sprunghöhe von 6000 Metern und trennt die Hochscholle von  Mistelbach (wo große Erdölfelder liegen) von der Zistersdorfer Depression unter dem Marchfeld, etwa 50 Kilometer nordöstlich von Wien.
Das Wiener Becken ist insgesamt von einigen hundert Brüchen durchzogen, die eine alte Schwächezone der Erdkruste zwischen Ostalpen und Karpaten darstellen. Der Steinbergbruch ist die mächtigste dieser unterirdischen Verwerfungen, gefolgt vom Leopoldsdorfer Bruch etwas weiter südlich.